# EQUAL羅曼史
《EQUAL羅曼史》（日語：EQUALロマンス）是日本女子偶像組合CoCo的首張單曲。1989年9月6日由Pony Canyon發行。

## 解說
《EQUAL羅曼史》是由5位女性組成的偶像組合「CoCo」、於1989年出道之後推出的首張單曲。規格是採8cmCD的方式發行。同名標題曲並於同年被富士電視台電視動畫《亂馬1/2 (第1期)》選為第2代片尾主題曲使用，使用時間從1989年8月19日（第14話）至同年9月16日（第18話）為止只使用1個月。
另一方面，「EQUAL羅曼史」在被獲得採用成為動畫歌曲之前，本來是富士電視台乙女塾育成講座內舉辦的1989年度夏季宣傳活動所使用的歌曲。

## 收錄歌曲
1. EQUAL羅曼史
  - 作詞：及川眠子，作曲：山口美央子（日语：山口美央子），編曲：中村哲
2. 乙女
  - 作詞：及川眠子，作曲：岩田雅之（日语：岩田雅之），編曲：中村哲

## 翻唱團體、歌手
- 「EQUAL羅曼史」
  - 聲優組合DoCo（日语：DoCo）（1991年）
  - 偶像歌手組合Prière（日语：Priere）（2003年）
  - 聲優福圓美里&釘宮理惠（2009年）
  - 聲優長嶋陽香（2010年）

### 備註
- DoCo（日语：DoCo）翻唱版有日語版和英語版共兩種。
- Prière（日语：Priere）翻唱版曾被電視動畫《鈴鐺貓娘Nyo》當作片尾主題曲使用。並在同名作品所採用的片尾曲中實屬異例。
- 福圓美里&釘宮理惠翻唱版則收錄在電視動畫《十字架與吸血鬼》衍生的CD專輯《十字架+吸血姬 IDOL COVER BEST》。另外該CD專輯大多收錄了1980年代偶像歌手歌曲的翻唱版。
- 長嶋陽香翻唱版則是由前山田健一／hyadain擔任編曲。後當作萌系線上麻雀遊戲「桃色大戰」的主題歌曲收錄。

## 逸話
- 演員仲間由紀惠曾說自己在國中時期是《亂馬1/2》的大粉絲。因此在2003年，仲間上電視節目「24小時電視 「愛心救地球」」時，曾主動要求節目點播『EQUAL羅曼史』這首歌曲。

## 相關項目
- 南青山少女ook Center（日语：南青山少女ブックセンター）－桑島由一的輕小說。在第2冊的副標題文中表示是對『EQUAL羅曼史』這首單曲表示致敬。